# John Vanbiesbrouck
John Vanbiesbrouck, född 4 september 1963 i Detroit, Michigan, är en amerikansk före detta professionell ishockeymålvakt.
Vanbiesbrouck spelade 839 matcher i NHL mellan 1981 och 2002 för New York Rangers, Florida Panthers, Philadelphia Flyers, New York Islanders och New Jersey Devils. Han spelade i två Stanley Cup-finaler (1996 med Florida Panthers och 2001 med New Jersey Devils) men förlorade båda. 1986 vann han sin enda individuella NHL-trofé då han fick motta Vezina Trophy efter att ha blivit framröstad som ligans bästa målvakt. Han blev nominerad till Hart Memorial Trophy som ligans mest värdefulla spelare 1995 men priset gick till Eric Lindros. 
Vanbiesbrouck deltog i fyra VM-turneringar (1982, 1983, 1985 och 1989), två Canada Cup-turneringar (1987 och 1991), en World Cup-turnering (1996) och ett OS (1998). Han medverkade på omslaget till TV-spelet NHL 97.